# Communauté rurale de Pakour
La commune de Pakour est une commune du Sénégal située au centre-sud du pays. 
Elle fait partie de l'arrondissement de Pakour, du département de Vélingara et de la région de Kolda.